# Komisariat Straży Granicznej „Słupia”
Komisariat Straży Granicznej „Słupia” – jednostka organizacyjna Straży Granicznej pełniąca służbę ochronną na granicy polsko-niemieckiej w latach 1928–1939?.

## Geneza
Na wniosek Ministerstwa Skarbu, uchwałą z 10 marca 1920, powołano do życia Straż Celną. Od połowy 1921 jednostki Straży Celnej rozpoczęły przejmowanie odcinków granicy od pododdziałów Batalionów Celnych. Proces tworzenia Straży Celnej trwał do końca 1922. Komisariat Straży Celnej „Rybin”, wraz ze swoimi placówkami granicznymi, wszedł w podporządkowanie Inspektoratu Straży Celnej „Ostrów”.
W drugiej połowie 1927 przystąpiono do gruntownej reorganizacji Straży Celnej. W praktyce skutkowało to rozwiązaniem tej formacji granicznej.
Rozkazem nr 3 z 25 kwietnia 1928 w sprawie organizacji Wielkopolskiego Inspektoratu Okręgowego dowódca Straży Granicznej gen. bryg. Stefan Pasławski powołał komisariat Straży Granicznej „Słupia” z podkomisariatem „Rychtal”, który przejął ochronę granicy od rozwiązywanego komisariatu Straży Celnej. 

## Formowanie i zmiany organizacyjne
Rozporządzeniem Prezydenta Rzeczypospolitej Polskiej Ignacego Mościckiego z 22 marca 1928, do ochrony północnej, zachodniej i południowej granicy państwa, a w szczególności do ich ochrony celnej, powoływano z dniem 2 kwietnia 1928 Straż Graniczną.
Rozkazem nr 3 z 25 kwietnia 1928 w sprawie organizacji Wielkopolskiego Inspektoratu Okręgowego dowódca Straży Granicznej gen. bryg. Stefan Pasławski przydzielił komisariat „Słupia” do Inspektoratu Granicznego nr 12 „Ostrów” i określił jego strukturę organizacyjną. W rozkazie nr 7 z 15 września 1928 dowódcy Straży Granicznej w sprawie zmian dyslokacji Wielkopolskiego Inspektoratu Okręgowego podpisanym w zastępstwie przez mjr. Wacława Szpilczyńskiego nazwa komisariatu nie występuje.

## Służba graniczna
Sąsiednie komisariaty:
- komisariat Straży Granicznej „Sośnie” ⇔ komisariat Straży Granicznej „Laski” − 1928

## Struktura organizacyjna
Organizacja komisariatu w kwietniu 1928:
- komenda − Słupia pod Bralinem
- podkomisariat Straży Granicznej „Rychtal”
- placówka Straży Granicznej I linii „Rybin”
- placówka Straży Granicznej I linii „Pisarzowice”
- placówka Straży Granicznej I linii „Koza Wielka”
- placówka Straży Granicznej I linii „Kuropka”
- placówka Straży Granicznej I linii „Zbyczyna”
- placówka Straży Granicznej I linii „Drożki”
- placówka Straży Granicznej I linii „Rychtal” (szosa)
- placówka Straży Granicznej I linii „Proszów”
- placówka Straży Granicznej II linii „Słupia”
- placówka Straży Granicznej II linii „Rychtal”
- placówka Straży Granicznej II linii „Kępno”